# جائزة فرنسا الكبرى 1929
جائزة فرنسا الكبرى 1929 هو سباق فورمولا 1.